# Hydaticus batchianensis
Hydaticus batchianensis är en skalbaggsart som beskrevs av Sharp 1882. Hydaticus batchianensis ingår i släktet Hydaticus och familjen dykare.

## Underarter
Arten delas in i följande underarter:
- H. b. similis
- H. b. batchianensis

## Bildgalleri

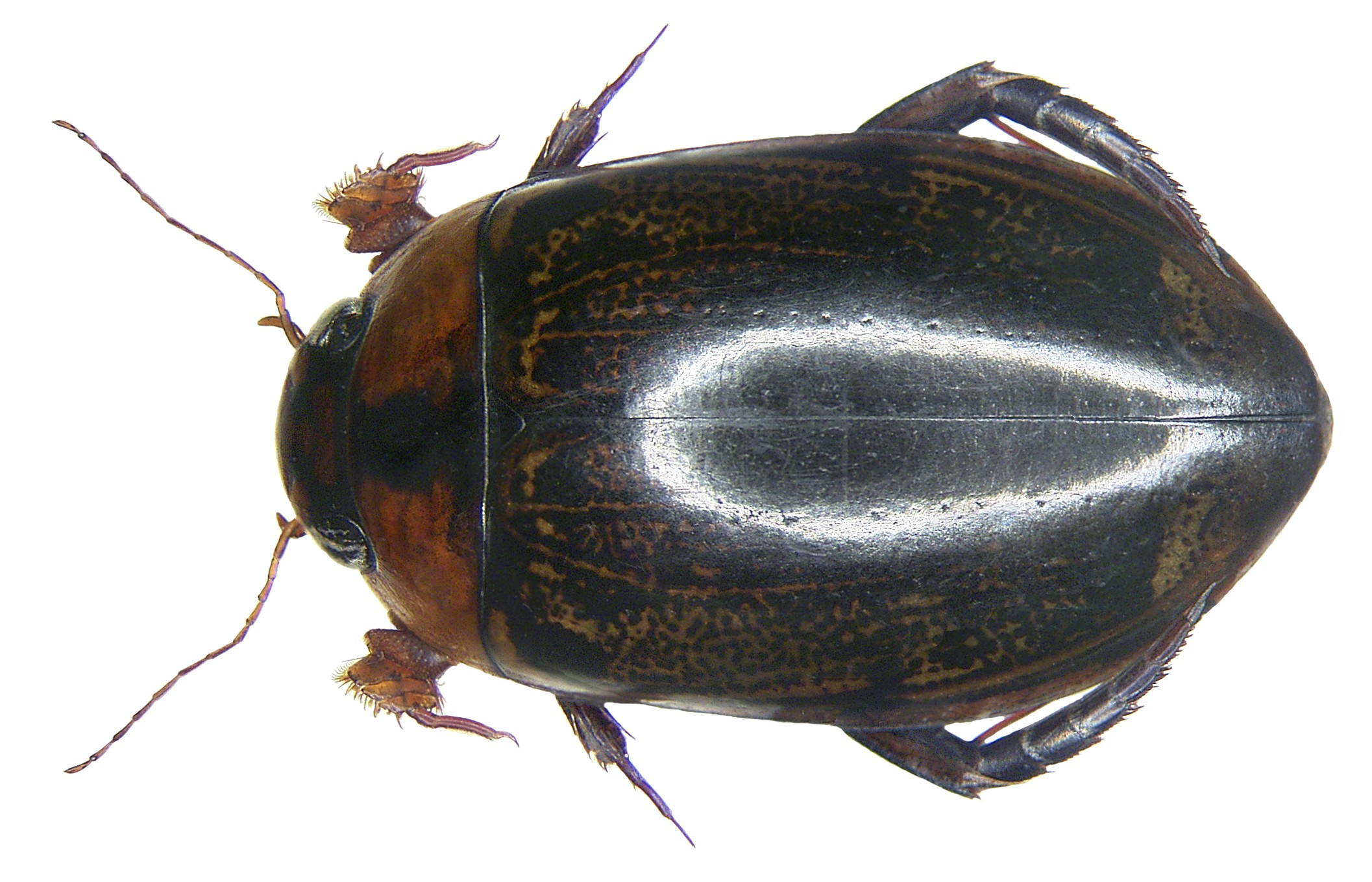